# Pohjanmaan rata

Położenie linii w sieci kolejowej Finlandii

Pohjanmaan rata (nazywana też Oulun rata, szw. Österbottenbanan) – linia kolejowa w zachodniej Finlandii, łącząca stacje Seinäjoki oraz Oulu. Ma długość 334,8 km. Ostatecznie do użytku została oddana 1 listopada 1886 roku, choć odcinek z Seinäjoki do Kokkoli był oddany rok wcześniej. Zelektryfikowana w dwóch ratach – w 1981 z Seinäjoki do Kokkoli i w 1983 z dalej do Oulu.
Linia jest w większości jednotorowa, zelektryfikowana. Obowiązuje na niej ograniczenie prędkości dla pociągów osobowych 140 km/h, dla towarowych 120 km/h, z wyjątkiem dwukilometrowego odcinka przed Oulu, gdzie dla wszystkich pociągów obowiązuje ograniczenie do 70 km/h.
Pierwotnie końcową stacją Pohjanmaan rata była Toppila w granicach Oulu, jednak stacja i odcinek do niej prowadzący zostały zlikwidowane w latach 2005–2010.

## Przebieg
Główne miejscowości oraz odgałęzienia na linii:
- Seinäjoki
  - Tampere – Seinäjoki
  - Seinäjoki – Haapamäki
  - Seinäjoki – Kaskinen
  - Seinäjoki – Vaasa
- Kauhava
- Alahärmä (stacja Härmä)
  - Härma – Ylihärma (nieczynna)
- Kovjoki
  - Kovjoki – Uudenkaarlepyy (nieczynna)
- Bennäs
  - Pännäinen – Alholma
- Kokkola
  - Kokkola – Ykspihlaja
- Eskola
  - Eskola – Suokanta (nieczynna)
- Ylivieska
  - Ylivieska – Iisalmi
- Vihanti
  - Vihanti – Ristonaho (nieczynna)
- Siikajoki (stacja Toumioja)
  - Tuomioja – Raahe
- Liminka
- Kempele
- Oulu
  - Oulu – Kontiomäki
  - Oulu – Tornio